# Bianchi 4 ½ HP
Der Bianchi 4 ½ HP ist ein Pkw-Modell. Hersteller war Bianchi aus Italien.

## Beschreibung
Das erste Fahrzeug dieses Typs wurde 1900 gebaut und im Mai 1901 auf dem Turiner Autosalon präsentiert. Es war das erste Auto von Bianchi mit einem Frontmotor. Der De-Dion-Bouton-Einzylindermotor war mit 4,5 PS angegeben. 84 mm Bohrung und 90 mm Hub ergaben 499 cm³ Hubraum. De Dion-Bouton verwendete einen Motor dieser Größe erstmals im De Dion-Bouton Type G, der am 26. November 1900 seine Typzulassung erhielt.
Seitlich der Motorhaube waren zwei Wasserkühler angebracht. Dieses System setzte Bianchi nicht lange ein. Die Motorleistung wurde über eine Kardanwelle an die Hinterachse übertragen. Das Getriebe hatte laut einer Quelle zwei Gänge plus Rückwärtsgang, was damals keineswegs selbstverständlich war. Im Bianchi-Katalog von 1902 wird dagegen ein Dreiganggetriebe genannt. In den einzelnen Gängen waren Höchstgeschwindigkeiten von 12 km/h, 25 km/h und 40 km/h möglich.
Das Lenkrad war am Ende einer leicht schräg gestellten Lenksäule angebracht. Ein einfacher Phaeton ohne Verdeck bot Platz für zwei Personen.
Im Bianchi-Katalog von 1903 wird das Modell letztmals erwähnt.